# (12227) Penney
(12227) Penney (1985 TO3) – planetoida z pasa głównego asteroid okrążająca Słońce w ciągu 3,43 lat w średniej odległości 2,27 j.a. Odkryta 11 października 1985 roku.